# 4560 Klyuchevskij
4560 Klyuchevskij (1976 YD2) là một tiểu hành tinh vành đai chính được phát hiện ngày 16 tháng 12 năm 1976 bởi L. I. Chernykh ở Nauchnyj.